# ¿Qué nos pasó?
¿Qué nos pasó? è una canzone della cantante portoricana Kany García.

## Video
Il video è stato girato sotto forma di esibizione dal vivo, con Kany che inizia a cantare con la sua band dinanzi ad un gruppo persone. Il video è stato girato a Città del Messico e diretto da Alexis Gudino.